# Белов, Владимир Александрович (футболист)
Владимир Александрович Белов (13 января 1955) — советский и российский футболист, нападающий, полузащитник.

## Биография
Бо́льшую часть карьеры провёл в команде второй лиги СССР «Строитель» / «Гастелло» Уфа. В 1973—1977 и 1983—1987 годах в 299 матчах за клуб в первенстве забил 96 мячей. Также играл во второй лиге за «Торпедо» Таганрог (1978—1979, 1982) — 99 игр, 31 гол и в первой лиге за «Факел» Воронеж (1979—1980) — один гол в 24 играх. В 1993—1995 годах — тренер команды «Девон» Октябрьский, в 1993 году сыграл за команду 6 матчей во второй лиге России, забил два гола.